# Ibid.
Ibid. er en forkortelse af det latinske ord ibidem, som betyder det samme sted. Det bruges til at markere, at en kildeangivelse til et værk eller et citat fra et værk allerede er nævnt i den foregående kildeangivelse.
For at finde den "ibid.'e"  kilde må man altså se på henvisningen, der gik forud.
En kildehenvisning med brug af ibid. ser ud som følgende: Ibid.: sidetal. I tilfælde af, at der er tale om det samme sidetal som den seneste reference, vil man normalt blot bruge (ibid.).
For at finde ud af, hvad ibid. henviser til, må man se på referencen i den foregående kildehenvisning.
| Sprog | Spire Denne artikel om sprog er en spire som bør udbygges. Du er velkommen til at hjælpe Wikipedia ved at udvide den. |